# Кесарево
Кесарево (болг. Кесарево) — село в Болгарии. Находится в Великотырновской области, входит в общину Стражица. Население составляет 1434 человека (2022).

## Политическая ситуация
В местном кметстве Кесарево, в состав которого входит Кесарево, должность кмета (старосты) исполняет Румен Стефанов Павлов (Болгарская социалистическая партия (БСП)) по результатам выборов правления кметства.
Кмет (мэр) общины Стражица — Стефан Рачков Стефанов (Национальное движение «Симеон Второй» (НДСВ)) по результатам выборов в правление общины.